# 25 de julho nos Jogos Olímpicos de Verão de 2012
25 de julho de 2012 nos Jogos Olímpicos de Verão de 2012 foi o primeiro dia de competições. Somente foram disputadas partidas do futebol feminino.

## Esportes
- Futebol

## Destaques do dia

### Futebol
Grupo E
- GBR 1–0 NZL

Jogando em Cardiff no País de Gales, as anfitriãs britânicas derrotaram a equipe da Nova Zelândia, com um gol de Stephanie Houghton.
- CMR 0–5 BRA

Grupo F
- JPN 2–1 CAN

Em Coventry, as atuais campeãs mundiais estrearam com vitória sobre o Canadá. Nahomi Kawasumi e Aya Miyama marcaram para as asiáticas. Melissa Tancredi marcou o gol da equipe canadense.
- SWE 4–1 RSA

Grupo G
- USA 4–2 FRA

As atuais campeãs olímpicas derrotaram a França por 4 a 2, apesar de estarem perdendo por 2 a 0. Gaëtane Thiney e Marie-Laure Delie marcaram para as francesas. Abby Wambach, Alex Morgan (duas vezes) e Carli Lloyd viraram para as americanas.
- COL 0–2 PRK

A partida entre Colômbia e Coreia do Norte sofreu atraso de mais de uma hora devido a protestos da equipe norte-coreana contra o Comitê Organizador. Durante a apresentação das atletas no telão do estádio, as atletas asiáticas foram relacionadas com a bandeira da Coreia do Sul, irritando os norte-coreanos. O Comitê Organizador dos Jogos emitiu um pedido oficial de desculpas após o ocorrido. A Coreia do Norte foi ao campo e derrotou as colombianas com dois gols de Kim Song-Hui.